# Teoria de categories
La teoria de categories és una branca de la matemàtica que estudia de manera abstracta les estructures matemàtiques i llurs relacions. Les categories avui dia s'usen com a noció unificadora en la major part de les branques de la matemàtica i en algunes àrees de les ciències de la computació i física teòrica. Foren proposades per Samuel Eilenberg i Saunders Mac Lane en el període 1942-1945, en connexió amb la topologia algebraica.

## Definició de categoria
{\displaystyle {\mathcal {A}}} és una categoria si té:
1. una classe d'objectes de {\displaystyle {\mathcal {A}}}, anomenat {\displaystyle {Ob(}{\mathcal {A}})}.
2. per tot {\displaystyle {A,B}\in {Ob(}{\mathcal {A}}{)}}, un conjunt de morfismes de {\displaystyle A} en {\displaystyle B}, anomenat {\displaystyle Mor_{\mathcal {A}}(A,B)}. Els seus elements {\displaystyle {f}\in {Mor_{\mathcal {A}}(A,B)}} s'escriuen com {\displaystyle {f:A}\rightarrow B}
3. per tot {\displaystyle {A,B,C,D}\in Ob({\mathcal {A}})}, i per tot {\displaystyle {f}\in {Mor_{\mathcal {A}}(A,B)}}, {\displaystyle {g}\in {Mor_{\mathcal {A}}(B,C)}} es compleixen les següents propietats:
  1. existeix {\displaystyle {h}\in {Mor(A,C)}} tal que {\displaystyle h=gf:=g{\circ {}}_{\mathcal {A}}\;f}, és a dir, tenim l'aplicació
{\displaystyle {\begin{matrix}{Mor(B,C)\times {}Mor(A,B)}&\longrightarrow {}&{Mor(A,C)}\\{(g,f)}&\mapsto &{gf}\end{matrix}}}
  2. propietat associativa en la composició, és a dir {\displaystyle k(gf)=(kg)f}, per tot {\displaystyle k\in {Mor_{\mathcal {A}}(C,D)}}.
  3. existència del morfisme identitat {\displaystyle I_{B}^{\mathcal {A}}\in Mor_{\mathcal {A}}(B,B)} tal que {\displaystyle I_{B}^{\mathcal {A}}f=f} i {\displaystyle gI_{B}^{\mathcal {A}}=g}.

## Apunts històrics
| «                             | Convé notar primer que el propi concepte de categoria és essencialment un concepte auxiliar; els nostres conceptes són essencialment els de functor i el de transformació natural [...] | » |
| — Eilenberg i Mac Lane (1945) | |   |

Malgrat que Samuel Eilenberg i Saunders Mac Lane ja van donar exemples específics de functors i transformacions naturals en un article de 1942 sobre teoria de grups, aquests conceptes van ser introduïts en un sentit més general, juntament amb nocions addicionals de categories, en un article de 1945 dels mateixos autors (que van tractar també aplicacions de la teoria de categories en el camp de la topologia algebraica). La seva obra era una part important de la transició d'una homologia intuïtiva i geomètrica a l'àlgebra homològica, Eilenberg i Mac Lane van escriure més tard que llur objectiu era el d'entendre les transformacions naturals, per la qual cosa necessitaven la definició dels functors, i després de les categories.
Stanisław Ulam, i alguns textos seus, han afirmat que idees relacionades ja eren habituals a finals dels anys 1930 a Polònia. Eilenberg era polonès, i va estudiar matemàtiques a Polònia en els anys 30. La teoria de categories és també, en algun sentit, una continuació de l'obra d'Emmy Noether (qui va ser professora de Mac Lane) en la formalització de processos abstractes; Noether es va adonar que entendre un tipus d'estructura matemàtica requereix entendre els processos que preserven l'estructura (els homomorfismes). Eilenberg i Mac Lane van introduir les categories per entendre i formalitzar els processos (functors) que relacionen estructures topològiques amb les estructures algebraiques (propietats topològiques) que els caracteritzen.
La teoria de categories va ser motivada originalment per la necessitat d'una àlgebra homològica, i es va estendre àmpliament per les necessitats de la geometria algebraica (teoria dels esquemes). Es pot veure la teoria de categories com una extensió de l'àlgebra universal, ja que aquesta última estudia les estructures algebraiques, i la teoria de categories aplica a qualsevol tipus d'estructura matemàtica i estudia també les relacions entre estructures de diferent naturalesa. Per aquesta raó, s'utilitza en tots els camps de les matemàtiques. Les aplicacions a la lògica matemàtica i a la semàntica (màquines abstractes categòriques) van venir més tard.
Certes categories, anomenades topoi (singular de topos), poden fins i tot ser utilitzades com a alternativa a la teoria axiomàtica de conjunts com a fonament de les matemàtiques. També es pot considerar un topos com a tipus específic de categoria amb dos axiomes de topos addicionals. Aquestes aplicacions fonamentals de la teoria de categories han estat estudiades en detall com a base de, i justificació de, les matemàtiques constructivistes. Els topos són una forma de teoria de feixos abstracta, amb orígens geomètrics, que donen lloc a idees com la topologia sense punts.
La lògica categòrica és actualment un camp ben definit basat en la teoria de tipus per a intuïcionismes lògics, amb aplicacions en programació funcional i en teoria de dominis, en què es pren una categoria cartesiana tancada com a descripció no sintàctica d'un càlcul lambda. Com a mínim, el llenguatge teòric de les categories clarifica allò que aquestes àrees relacionades tenen en comú (en un cert sentit abstracte).
També s'ha aplica la teoria de categories en altres camps, vegi's teoria de categories aplicada. Per exemple, John Baez va mostrar la relació entre els diagrames de Feynman en física i les categories monoides. Hi ha hagut altres aplicacions de la teoria de categories, i més específicament de la teoria dels topos, al camp de la teoria matemàtica de la música, vegi's per exemple el llibre The Topos of Music, Geometric Logic of Concepts, Theory, and Performance de Guerino Mazzola.
Més recentment, es troben esforços per introduir als estudiants de grau a les categories com a fonament de les matèmatiques en l'obra de William Lawvere i Rosebrugh (2003) i Lawvere i Steven Schanuel (1997) i Mirroslav Yotov (2012).

## Aplicacions
Un dels àmbits d'aplicació és al llenguatge de programació Haskell amb la categoria Hask on els objectes són els tipus i els morfismes són les funcions.